# Kalgai járás
A Kalgai járás (oroszul Калганский район) járás Oroszország Bajkálontúli határterületén. Székhelye Kalga.
A járást 1942. decemberben hozták létre.

## Népessége
- 2002-ben 10 303 lakosa volt.
- 2010-ben 8771 lakosa volt.